# Timana (geslacht)
Timana is een geslacht van vlinders van de familie spanners (Geometridae), uit de onderfamilie Ennominae.

## Soorten
- T. aemonia Swinhoe, 1904
- T. amplissimata Walker, 1862
- T. argenteomaculata Strand, 1918
- T. asteria Prout, 1934
- T. aureola Prout, 1934
- T. catanata Saalmüller, 1891
- T. croesaria Herrich-Schäffer, 1856
- T. eurycrossa Prout, 1934
- T. fulvescens Prout, 1916
- T. guenoti Herbulot, 1981
- T. horni Prout, 1922
- T. midas Prout, 1922
- T. molybdauges Prout, 1927
- T. palumbata Warren, 1894
- T. pauper Warren, 1901
- T. perlimbata Guenée, 1857
- T. pieridaria Holland, 1920
- T. sodaliata Walker, 1862
- T. stellata Butler, 1878
- T. stramineata Walker, 1869
- T. subalbida Warren, 1905
- T. tanyglochis Prout, 1928
- T. tessmanni Gaede, 1917
- T. torquilinea Prout, 1916
- T. violacearia Herrich-Schäffer, 1858